# Roman Strzałkowski (piłkarz)
Roman Franciszek Strzałkowski (ur. 6 października 1941 w Łagiewnikach, zm. 5 marca 1977) – polski piłkarz, obrońca.
Był pierwszoligowym piłkarzem Zagłębia Sosnowiec. W reprezentacji Polski debiutował w rozegranym 3 maja 1966 spotkaniu z Węgrami, ostatni raz zagrał w 1970 roku. Łącznie w biało-czerwonych barwach rozegrał 18 spotkań i zdobył 1 bramkę.